# Compsophis
Compsophis — рід змій родини Pseudoxyrhophiidae. Представники цього роду є ендеміками Мадагаскару.

## Види
Рід Compsophis нараховує 7 видів:
- Compsophis albiventris Mocquard, 1894
- Compsophis boulengeri (Peracca, 1892)
- Compsophis fatsibe (Mercurio & Andreone, 2005)
- Compsophis infralineatus (Günther, 1882)
- Compsophis laphystius (Cadle, 1996)
- Compsophis vinckei (Domergue, 1988)
- Compsophis zeny (Cadle, 1996)

## Етимологія
Наукова назва роду Compsophis походить від сполучення слів дав.-гр. κομψος — елегантний, витончений і οφις — змія. 